# 2012年9月逝世人物列表
2012年逝世人物列表：1月 - 2月 - 3月 - 4月 - 5月 - 6月 - 7月 - 8月 - 9月 - 10月 - 11月 - 12月
2012年9月逝世人物列表，是用於匯總2012年9月期間逝世人物的列表。

## 依日期排序

### 9月1日
- 吳益濟（韓語：오익제），83歲，朝鮮祖國和平統一委員會副委員長、朝鮮天道教會中央指導委員會顧問。[1]
- 黃守誠，84歲，筆名「歸人」、「黎芹」、「康稔」，台灣作家。[2]

### 9月2日
- 哈爾·大衛（Hal David），91歲，美國著名作曲家兼填詞家。[3]
- 高昌昊，山西籍演员，39嵗，[4]
- 譚仲明，59嵗，中國中材股份董事會主席、戰略委員會和提名委員會主席以及公司授權代表。[5]、[6]
- 董武炎，87岁，湖南湘剧大师。[7]
- 谭仲明，59岁，中国中材集团有限公司董事长，心脏病。[8]

### 9月3日
- 文鮮明（문선명），92歲，南韓統一教創辦人及教主，肺炎病逝。[9]
- 麥可·克拉克·鄧肯，54歲，美國黑人演員。[10]
- 丹斯里韓沙，88歲，馬來西亞奧林匹克理事會永久會長。[11]

### 9月5日
- 倚岕·穌隆，66歲，新竹縣尖石鄉司馬庫斯泰雅族部落精神領袖。[12]
- 容鼎昌，筆名黃裳，93歲，中國當代散文家。[13]、[14]
- 孫德成，59歲，台灣配音員。[15]

### 9月6日
- 黃榮，102歲，廣西壯族自治區黨委原常委，自治區人大常委會原主任、黨組書記，老紅軍、離休幹部。[16]、[17]
- 洪君彥，80歲，中國經濟學者、北京大學經濟學院教授。[18]

### 9月7日
- 余德慧，61歲，台灣心理學者、《張老師月刊》創辦人。[19]

### 9月8日
- 余也魯，91歲，香港傳播學開山鼻組。香港浸會大學傳理學院創辦人。[20]
- 比爾·摩格理吉（Bill Moggridge），69歲，英國知名產品設計師，1979年所設計的貝殼式電腦仍是現今筆記型電腦的基本設計。[21]
- 湯瑪士·薩斯（Thomas Szasz），92歲，美國心理學家。[22]
- 朱兆凡(Richard C. Chu)，80歲，中華民國中央研究院第21屆(數理科學組)院士。[23]

### 9月9日
- 阿都拉曼阿布巴卡，117歲，馬來西亞登嘉樓州人瑞。[24]

### 9月10日
- 松下忠洋（日語：松下 忠洋），73岁，日本邮政改革和金融事务担当大臣，在家中自縊身亡。[25]、[26]
- 吴浮山，69岁，中国女子跳高运动员。[27]

### 9月11日
- 班加西攻擊事件[28]：
  - 克里斯多夫·史蒂文斯（J. Christopher Stevens），52歲，美国驻利比亚大使
  - 尚恩·史密斯（Sean Smith），34歲，美國外交勤務局資訊管理主任
  - 葛蘭·多赫提，42歲，中央情報局約聘人員，曾服役於海豹部隊
  - 泰隆·伍茲，41歲，中央情報局約聘人員，曾服役於海豹部隊

### 9月12日
- 陶大偉，70歲，台灣資深藝人、陶喆之父，因肺癌合併多重器官衰竭病逝台大醫院。[29]
- 塞迪·沃特金斯（Sid Watkins），84歲，英國醫師，前一級方程式賽車首席醫療官。[30]

### 9月13日
- 馮振，91歲，鶴山詠春拳代表性傳人、葉問師弟。[31]

### 9月14日
- 簡悅強爵士，99歲，香港政治家、律師及銀行家，行政立法兩局前首席非官守議員。[32]

### 9月15日
- 王化成，100歲，哈尔滨市人大常委会原党组书记、主任。[33]

### 9月16日
- 西宮伸一（日語：西宮 伸一），60歲，日本外交官，職位是原外務省負責經濟事務的外務審議官，原將於10月接任日本駐中國大使。上班途中突發性腦出血.NHK</ref>、[34]
- 胡績偉，96歲，《人民日報》總編輯、社長（1982年─1983年）。[35]、[36]、[37]
- 吳祥木，70歲，台灣棒球教練，曾帶領中華成棒隊在1984年洛杉磯奧運棒球表演賽中拿到銅牌。[38]
- 樋口廣太郎（樋口 広太郎），86歲，朝日啤酒公司社長（アサヒビール，1986年─1999年）。[39]

### 9月17日
- 倪菀謙，46歲，台灣前舉重國手。[40]
- 王兆振(Chao-Chen Wang)，99歲，中華民國中央研究院第7屆(數理科學組)院士。[23]

### 9月18日
- 伍绍祖，73岁，中国人民解放军少将，前國家體委主任、国家体育总局局长。[41]

### 9月20日
- 羅裕昌，93歲，曾任台灣鐵路管理局副局長，參與西部幹線號誌自動化及鐵路電氣化，妻為知名作家及台灣大學外文系教授齊邦媛。[42]

### 9月21日
- 邵桂芳，69岁，山东省人大常委会副主任、党组副书记，[43]

### 9月22日
- 陳金玉，86岁，海南慰安婦，[44]、[45]

### 9月23日
- 帕維爾·格拉喬夫，64歲，俄罗斯國防部長（1992─1996），期間曾領導俄軍在車臣的軍事行動。[46]、[47]

### 9月24日
- 王仁元，60歲，山东省副省长（2002年6月─2012年9月24日）。[48]

### 9月25日
- 安迪·威廉斯（Howard Andrew Williams），84歲，美國流行樂歌手，因膀胱癌病逝。[49]

### 9月26日
- 鄭金鎮，xx岁，福建省泉州市首名使用注射方式执行死刑的死囚。[50]

### 9月27日
- 陳浩 ，99歲，江西省军区原副政委。[51]
- 赫伯特·羅姆（Herbert Lom），95歲，捷克出生的英國演員，演出電影《粉紅豹》（Pink Panther）中的警長一角最為人熟知。[52]

### 9月29日
- 南怀瑾，95歲，中國學者，文化傳播者。[53]
- 阿瑟·奧克斯·蘇茲貝格（Arthur Ochs Sulzberger），86歲，《紐約時報》第四代發行人（1963─1992）。[54]、[55]
- 嘉央巴丹，34歲，中國西藏省熱貢縣隆務寺僧人，為抗議中國治藏政策，自焚而亡。[56]

### 9月30日
- 王忠诚，87歲，中国工程院院士，中国神经外科事业创始人之一。[57]、[58]